# Осмий
| 76         | Осмий |
| Os190,23   |       |
| 4f145d66s2 |       |

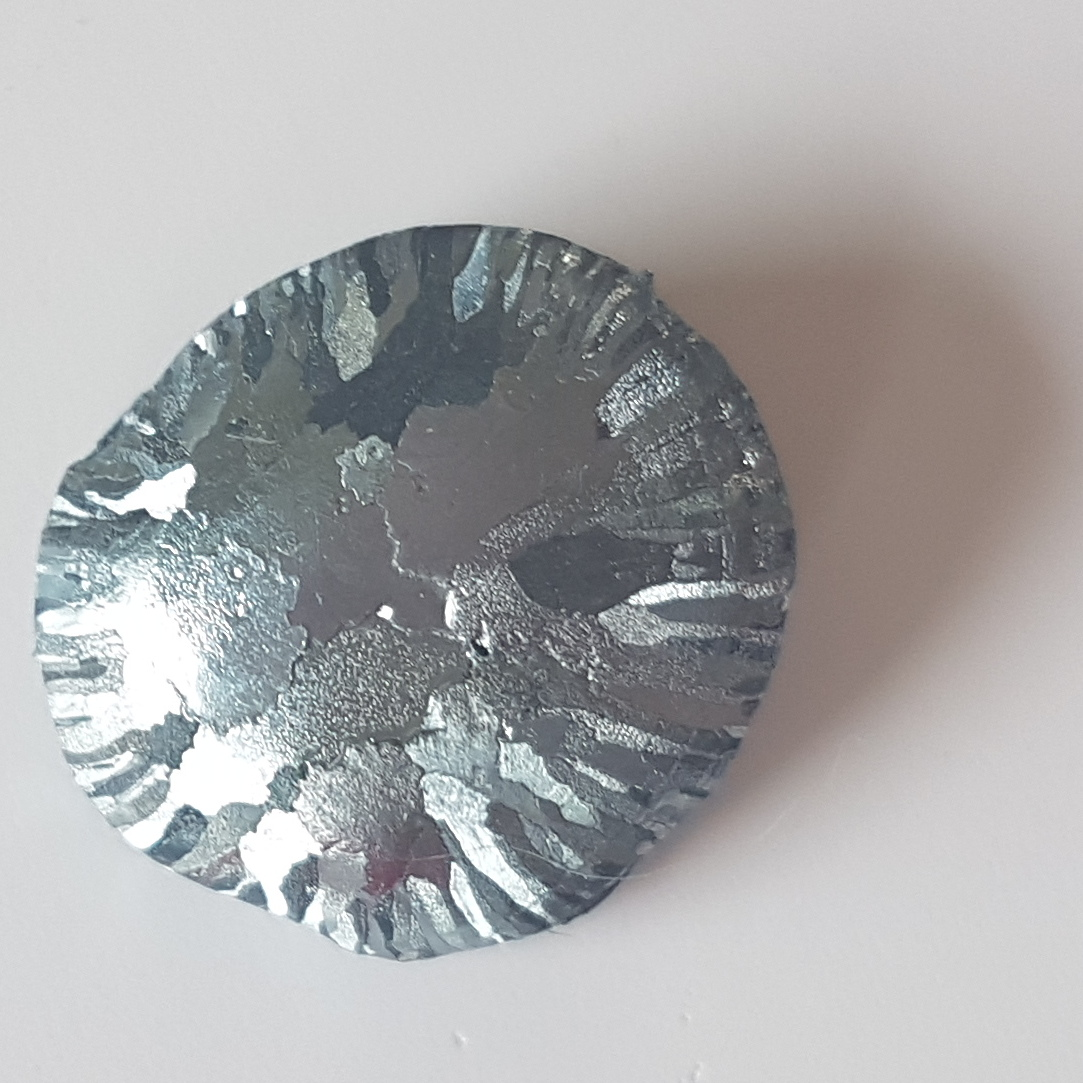
Крупнозернистая структура металла осмия

Осмий (лат. химический символ – Os, от лат. Osmium) — химический элемент с атомным номером 76 в периодической системе химических элементов Д. И. Менделеева, обозначают символом Os. При стандартных условиях представляет собой блестящий, очень тяжёлый, серебристо-белый с голубоватым отливом металл. Переходный металл, относится к платиновым металлам. Наряду с иридием обладает наибольшей плотностью среди всех простых веществ. Согласно теоретическим расчётам, его плотность даже выше, чем у иридия.

## Этимология
Название осмия происходит от др.-греч. ὀσμή «запах», так как химические реакции растворения щелочного сплава осмиридия (нерастворимого остатка платины в царской водке) в воде или кислоте сопровождаются выделением неприятного, стойкого запаха очень ядовитого тетраоксида осмия OsO4, раздражающего горло, похожего на запах хлора или гнилой редьки.

## История
Осмий открыли в 1803 году английский химик Смитсон Теннант в сотрудничестве с Уильямом Х. Уолластоном. Они обнаружили материал в осадке после растворения платины в царской водке. Сходные исследования проводили французские химики Колле-Дескоти, Антуан де Фуркруа и Воклен, которые тоже пришли к выводу о содержании неизвестного элемента в нерастворимом остатке платиновой руды. Гипотетическому элементу было присвоено имя птен (греч. πτηνός — крылатый), однако, в опытах Теннант продемонстрировал, что это смесь двух элементов — иридия и осмия.
Открытие новых элементов было задокументировано в письме Теннанта Лондонскому королевскому обществу от 21 июня 1804 года .
Уран и осмий были первыми эффективными катализаторами в процессе Хабера, реакции азота и водорода с получением аммиака, дающими достаточный выход, чтобы сделать процесс экономически успешным. В своё время группа компаний BASF во главе с Карлом Бошем закупила большую часть мировых запасов осмия для использования в качестве катализатора. Вскоре после этого, в 1908 году, та же группа внедрила более дешевые катализаторы на основе железа и оксидов железа для первых опытных установок по синтезу аммиака, устранив необходимость в дорогом и редком осмии.

## Физические свойства

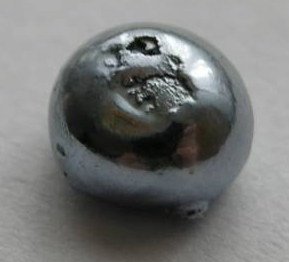
Слиток осмия

Осмий — серо-голубоватый твёрдый, но хрупкий металл с очень высокой удельной массой.
Сохраняет свой блеск даже при высоких температурах. В силу своей высокой твёрдости, хрупкости, низкого давления паров (самого низкого среди всех платиновых металлов), а также очень высокой температуры плавления осмий с трудом поддаётся механической обработке. Осмий считается самым плотным из всех простых веществ, немного превосходя по этому параметру иридий. Наиболее достоверные значения плотности для этих металлов могут быть рассчитаны по параметрам их кристаллических решёток: 22,562 ± 0,009 г/см³ для иридия и 22,587 ± 0,009 г/см³ для осмия. По уточнённым данным на 2013 год, плотность осмия ещё выше — она составляет 22,61 г/см3. При сравнении различных изотопов этих элементов самым плотным оказывается 192Os. Необычайно высокая плотность осмия объясняется лантаноидным сжатием, а также гексагональной плотноупакованной кристаллической решёткой.
Осмий плавится при 3306 K (3033 °C), кипит при 5285 K (5012 °C). Температура перехода в сверхпроводящее состояние — 0,66 К (–272 °C); твёрдость по Виккерсу — 3–4 ГПа, по шкале Мооса — 7; модуль нормальной упругости — 56,7 ГПа; модуль сдвига — 22 ГПа. Осмий — парамагнетик (магнитная восприимчивость — 9,9⋅10−6).
При давлении порядка 770 ГПа в металлическом осмии начинают взаимодействовать электроны на внутренних орбиталях, но при этом структура материала не меняется.

## Химические свойства
| Степень окисления | Пример соединения |
| ----------------- | ----------------- |
| −2                | Na2[Os(CO)4]      |
| −1                | Na2[Os4(CO)13]    |
| 0                 | Os3(CO)12         |
| +1                | OsI               |
| +2                | OsI2              |
| +3                | OsBr3             |
| +4                | OsO2, OsCl4       |
| +5                | OsF5              |
| +6                | OsF6              |
| +7                | OsOF5, OsF7       |
| +8                | OsO4, Os(NCH3)4   |

Порошок осмия при нагревании реагирует с кислородом, галогенами, парами серы, селеном, теллуром, фосфором, азотной и серной кислотами. Компактный осмий не взаимодействует ни с кислотами, ни со щелочами, но с расплавами щелочей образует водорастворимые осматы. Медленно реагирует с азотной кислотой и царской водкой. Реагирует с хлорной кислотой, образуя растворимый перхлорат, реагирует с расплавленными щелочами в присутствии окислителей (нитрата или хлората калия), с расплавленной перекисью натрия.
В соединениях проявляет степени окисления от −2 до +8, из которых самыми распространёнными являются +2, +3, +4 и +8.
Осмий — один из немногих металлов, образующих полиядерные (или кластерные) соединения. Полиядерный карбонил осмия Os3(CO)12 используют для моделирования и исследования химических реакций углеводородов на металлических центрах. Карбонильные группы в Os3(CO)12 могут замещаться на другие лиганды, в том числе и содержащие кластерные ядра других переходных металлов.

## Нахождение в природе

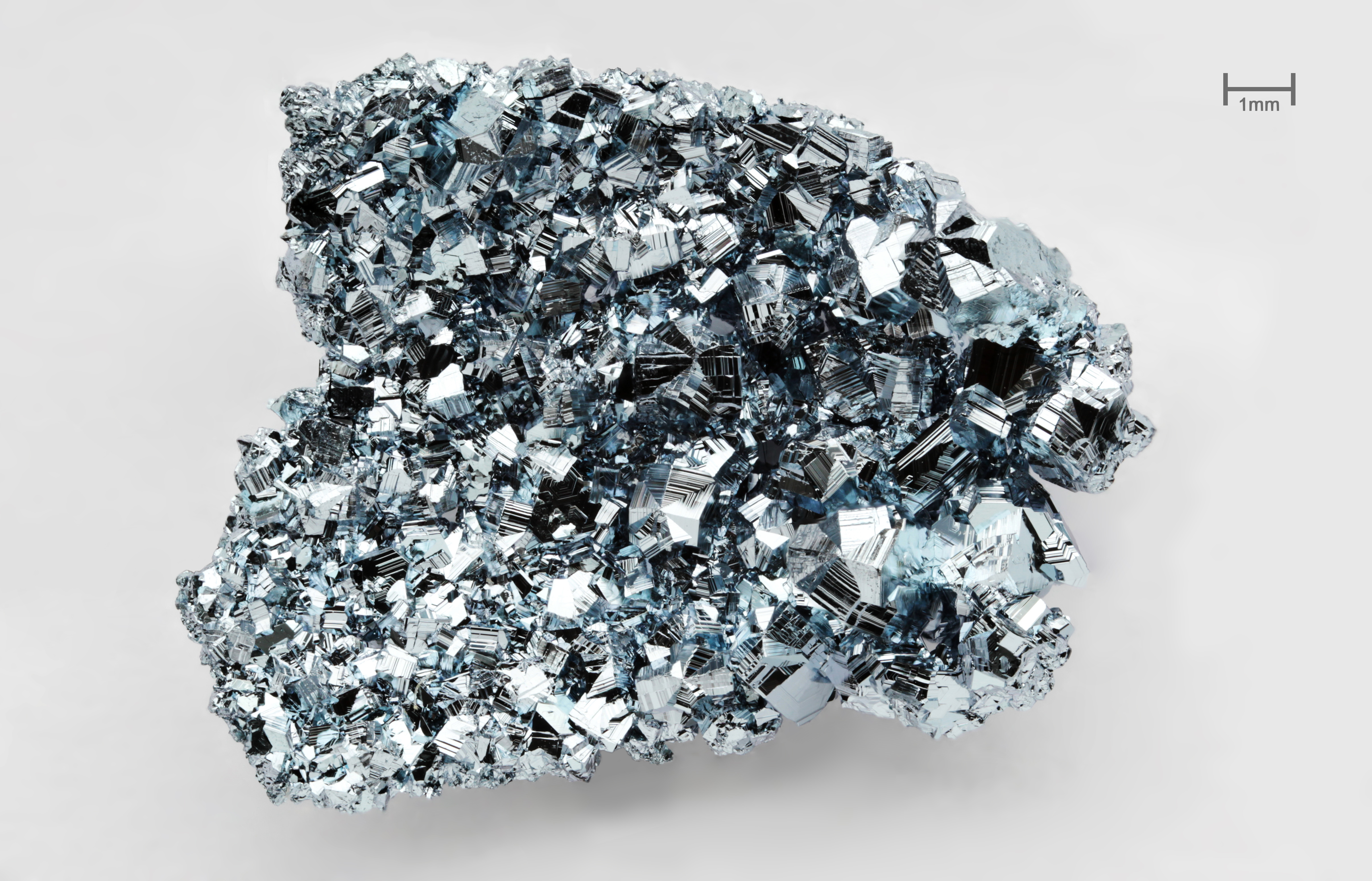
Кристаллы осмия

Содержание осмия в земной коре приблизительно составляет 5·10−6 % по массе.
В самородном состоянии осмий встречается в виде твёрдых растворов с иридием, содержащих от 10 % до 50 % осмия. Осмий встречается в полиметаллических рудах, содержащих также платину и палладий (сульфидные медно-никелевые и медно-молибденовые руды), в минералах платины и отходах от переработки золотосодержащих руд. Основные минералы осмия — относящиеся к классу твёрдых растворов природные сплавы осмия и иридия (невьянскит и сысертскит). Невьянскит образует плотные (17–22 г/см3) белые или светло-серые пластинчатые кристаллы гексагональной сингонии с твёрдостью 6–7 баллов по шкале Мооса. Содержание осмия в невьянските может достигать 21,0–49,3 %.
Сысертскит часто встречается вместе с невьянскитом. Он представляет собой серые кристаллы гексагональной структуры с твёрдостью 6 баллов по Моосу и плотностью 17,8–22,5 г/см3. Кроме осмия и иридия в состав этого минерала иногда может входить рутений.
Иногда эти минералы встречаются самостоятельно, чаще же осмистый иридий входит в состав самородной платины.

### Месторождения
Основные месторождения осмистых иридиев сосредоточены в России (Сибирь, Урал), США (Аляска, Калифорния), Колумбии, Канаде, странах Южной Африки, Тасмании, Австралии. Казахстан является единственным экспортёром чистого осмия.
Крупнейшими запасами обладают месторождения Бушвельдского комплекса в Южно-Африканской республике.
Осмий встречается также в виде соединений с серой и мышьяком (эрлихманит, осмиевый лаурит, осарситт). Содержание осмия в рудах, как правило, не превышает 1⋅10−5.
Вместе с другими благородными металлами встречается в составе железных метеоритов.

## Изотопы
Известны изотопы осмия с массовыми числами от 161 до 197 (количество протонов 76, нейтронов от 85 до 121), и 9 ядерных изомеров. В природе осмий встречается в виде семи изотопов, 6 из которых стабильны: 184Os (изотопная распространённость 0,018 %), 187Os (1,64 %), 188Os (13,3 %), 189Os (16,1 %), 190Os (26,4 %) и 192Os (41,1 %).
Ещё один изотоп (186Os, изотопная распространённость 1,59 %) имеет очень большой период полураспада, (2,0 ± 1,1)⋅1015 лет, что намного больше возраста Вселенной.
Изотоп осмий-187 является результатом распада изотопа рения 187Re с периодом полураспада 4,56⋅1010 лет. Соотношения изотопного состава 187Os/188Os и 187Re/188Os позволяют определять возраст горных пород и метеоритов (рений-осмиевый метод). Также известен иридиево-осмиевый метод радиоизотопного датирования, применявшийся для анализа кварцев из пограничного слоя, разделяющего меловой и третичный периоды.
Разделение изотопов осмия представляет собой достаточно сложную задачу. Именно поэтому некоторые изотопы довольно дороги. Первый и единственный экспортёр чистого осмия-187 — Казахстан, с января 2004 года официально предлагающий это вещество по цене 10 000 долларов за 1 грамм. Широкого практического применения осмий-187 не имеет. По некоторым данным, целью операций с этим изотопом было «отмывание» нелегального капитала.

## Распространённость
- в земной коре — 0,007 г/т
- в перидотитах — 0,15 г/т
- в эклогитах — 0,16 г/т
- в формациях дунитов-перидотитов — 0,013 г/т
- в формациях пироксенитов — 0,007 г/т

## Получение
В настоящее время осмий получают главным образом при переработке платиновых и никелевых руд.
Осмий выделяют из обогащённого сырья платиновых металлов путём прокаливания этого концентрата на воздухе при температурах 800–900 °C, при этом количественно сублимируют пары весьма летучего тетраоксида осмия OsO4, которые далее поглощают раствором NaOH.
Упариванием раствора выделяют соль — перосмат натрия, который далее восстанавливают водородом при 120 °C до осмия:
{\displaystyle {\mathsf {Na_{2}[OsO_{2}(OH)_{4}]+3H_{2}\rightarrow 2NaOH+Os+4H_{2}O}}.}
Осмий при этом получается в виде губки.

## Применение
- Высокая твёрдость и исключительная тугоплавкость позволяет использовать осмий в качестве покрытия в узлах трения.
- Применяется как катализатор для синтеза аммиака, гидрирования органических соединений, в катализаторах метанольных топливных элементов.
- Сплав «osram» (осмия с вольфрамом) использовался для изготовления нитей ламп накаливания.
- Есть сведения о применении осмия в военных целях как части артиллерийских снарядов и боеголовок ракет. Также применяют в электронной аппаратуре авиа- и ракетной техники.
- Компонент сверхтвёрдых и износостойких сплавов с иридием и рутением.
- В ювелирном деле.
- Тетраоксид осмия применяют в электронной микроскопии для фиксации биологических объектов[32].
- Сплав платины (90 %) и осмия (10 %) применяют в хирургических имплантатах, таких, как электрокардиостимуляторы и при замещении клапанов лёгочного ствола.
- Сплав осмия с алюминием имеет необычно высокую пластичность и может быть вытянут без разрыва в 2 раза.

## Биологическая роль и физиологическое действие
Не играет биологической роли. На воздухе окисляется до чрезвычайно токсичного тетраоксида осмия OsO4, поэтому вызывает раздражение глаз, верхних дыхательных путей, пневмонию, воспаление почек.